# Shiba Inu (kryptoměna)
Shiba Inu Coin je kryptoměna zařazená do kategorie memecoinů. Byla inspirována populární kryptoměnou Dogecoin a ve svém názvu i znaku odkazuje na japonské psí plemeno Shiba Inu. Kryptoměna byla vytvořena anonymní skupinou pod názvem „Ryoshi“ a uvedena na trh v srpnu 2020. Díky své popularitě, vysoké volatilitě a vysoké tržní kapitalizaci se řadí mezi významné memecoiny.

## Historie
Shiba Inu byla uvedena na trh v srpnu 2020. Mezi srpnem 2020 a říjnem 2021 zaznamenala nárůst hodnoty o více než 5 130 000 %. Následně došlo k poklesu, kdy mezi říjnem 2021 a zářím 2023 klesla její tržní kapitalizace na 4,33 miliardy dolarů. K 25. prosinci 2024 dosahuje tržní kapitalizace hodnoty 13,5 miliardy dolarů, čímž se Shiba Inu řadí na 14. místo mezi kryptoměnami podle tržní kapitalizace. Růst a volatilita této kryptoměny byly v minulosti ovlivněny aktivitou komunity na sociálních sítích a podporou celebrit, včetně Elona Muska.

## Ekosystém
Shiba Inu zahrnuje několik tokenů, včetně SHIB, LEASH a BONE, které plní specifické funkce v rámci jeho ekosystému. SHIB slouží jako hlavní token pro obchodování. LEASH a BONE jsou navrženy pro různé úkoly, například podporu decentralizovaného řízení projektu a odměňování uživatelů v rámci ekosystému.
Komunita okolo Shiba Inu provozuje decentralizovanou burzu ShibaSwap, která umožňuje směnu vybraných kryptoměn. Na této platformě mohou uživatelé například směňovat SHIB za WETH nebo další podporované kryptoměny. ShibaSwap zároveň nabízí funkce, jako je staking a poskytování likvidity, což členům komunity umožňuje aktivně se zapojit do rozvoje ekosystému.

## Nabídka a pálení tokenů
Celková nabídka tokenů Shiba Inu byla při spuštění stanovena na maximální limit 1 kvadrilionu tokenů (1 000 000 000 000 000 SHIB). Komunita Shiba Inu využívá mechanismus pálení tokenů(token burning), jehož cílem je snížení oběhové nabídky. Tento proces má za cíl zvýšit vzácnost tokenu a tím potenciálně podpořit jeho hodnotu. K prosinci 2024 bylo v oběhu 589,25 bilionů SHIB, což představuje výrazné snížení oproti původnímu množství. Největší pálení proběhlo v roce 2021, kdy Vitalik Buterin, spoluzakladatel Etherea, spálil 410 bilionů SHIB tokenů zasláním na tzv. „mrtvou peněženku“ (dead wallet), čímž byly tokeny trvale odstraněny z oběhu.